# Paudge Behan
Paudge Rodger Behan (18 gennaio 1965) è un attore irlandese.

## Biografia
Paudge Behan è il figlio di Cathal Goulding (1923–1998), comandante dell'IRA, e di Beatrice Behan, vedova dello scrittore irlandese Brendan Behan. Trasferitosi dall'Irlanda a Londra per studiare recitazione, viene ammesso alla Royal Academy of Dramatic Art (RADA). Il 15 maggio 1991 recita all'Abbey Theatre di Dublino interpretando James Connolly nella produzione originale di The Patriot Game di Tom Murphy, un dramma basato sugli avvenimenti della rivolta di Pasqua del 1916. Fa la sua prima apparizione cinematografica nello stesso anno con una piccola parte nel film Londra mi fa morire.
Dopo alcuni ruoli in serie televisive come Anglo Saxon Attitudes, basata sull'omonimo romanzo di Angus Wilson, Highlander e Le nuove avventure di Robin Hood, viene scelto nel 1999 dalla scrittrice Barbara Taylor Bradford per interpretare il protagonista di Innamorarsi a Venezia, film basato sul suo romanzo A Secret Affair.
Behan partecipa al film Veronica Guerin - Il prezzo del coraggio (2003), dove interpreta Brian Meehan, l'assassino della giornalista irlandese Veronica Guerin.
Nel 2008 l'attore, proprietario di una villa sul Monte Amiata, nella frazione delle Macchie, Arcidosso, è stato interrogato e trattenuto dalla polizia italiana per diverso tempo, in quanto sospettato per l'uccisione di una donna, Silvana Abate Francescatti, morta nella sua casa a Montelaterone. L'attore è stato poi del tutto scagionato dopo le analisi del DNA che hanno permesso di identificare il vero assassino, un cuoco della zona.

## Filmografia

### Cinema
- Londra mi fa morire (London Kills Me), regia di Hanif Kureishi (1991)
- Un uomo senza importanza (A Man of No Importance), regia di Suri Krishnamma (1994)
- La tavola fiamminga (Uncovered), regia di Jim McBride (1994)
- Il gioco dell'oca (Snakes and Ladders), regia di Trish McAdam (1996)
- Conspiracy of Silence, regia di John Deery (2003)
- Veronica Guerin - Il prezzo del coraggio (Veronica Guerin), regia di Joel Schumacher (2003)
- The Orchard, regia di Mary Sellers (2018)

### Televisione
- Anglo Saxon Attitudes – serie TV, 3 episodi (1992)
- Runaway Bay – serie TV, 1 episodio (1993)
- Casualty – serie TV, 1 episodio (1995)
- Highlander – serie TV, 1 episodio (1995)
- Le nuove avventure di Robin Hood (The New Adventures of Robin Hood) – serie TV, 1 episodio (1997)
- Close Relations – miniserie TV (1998)
- Innamorarsi a Venezia (A Secret Affair) – film TV (1999)
- Love/Hate – serie TV, stagione 5 (2014)
- Stan Lee's Lucky Man – serie TV, 2 episodi (2016)
- I Medici - Lorenzo il Magnifico (Medici: The Magnificent) – serie TV, episodio 2x06 (2018)

### Cortometraggi
- Bye Bye Inkhead (2001)
- A Lonely Sky (2006)
- Wake Up (2007)